# 基弗穹丘
82°29′S 162°39′E / 82.483°S 162.650°E
基弗穹丘是南極洲的穹丘，位於沙克爾頓海岸，屬於伊麗莎白女王嶺的一部分，美國地質調查局根據測量和該國海軍的空中照片繪入地圖，以研究隊的冰川學家命名。